# Македон – Дампір-Банбері
Македон – Дампір-Банбері – газопровід на північному заході Австралії.
У 2013-му почалась розробка офшорного газового родовища Македон (Macedon), для видачі продукції якого проклали трубопровід діаметром 500 мм, що складається з кількох ділянок:
- офшорної завдовжки 77 кілометрів, прокладання якої здійснило трубоукладальне судно «DB30» (DB-30, Derrick Barge No. 30);
- наземної ділянки довжиною 15 кілометрів від виходу траси на суходіл до установки підготовки;
- ділянки завдовжки 67 кілометрів від установки підготовки до місця врізки у трубопровід Дампір – Банбері.